# Вулпашешти (Њамц)
Вулпашешти (рум. Vulpășești) насеље је у Румунији у округу Њамц у општини Сагна. Oпштина се налази на надморској висини од 219 m.

## Становништво
Према подацима из 2002. године у насељу је живело 877 становника, од којих су сви румунске националности.